# Tatarische Grammatik
Die tatarische Grammatik (tatarisch: Tatar tele grammatikası, Tatar tele qağıydäläre) ist die Bezeichnung für die Grammatik der tatarischen Sprache. Mit der tatarischen Sprache ist hier besonders der Dialekt des Tatarischen in Kasan gemeint, der allgemein als Hochsprache in der Republik Tatarstan gilt. Die Tatarische Sprache zeichnet sich wie viele Turksprachen durch agglutinierenden Sprachbau aus, ebenso durch eine Subjekt-Objekt-Verb-Syntax.
Einige Beispiele für den agglutinierenden Sprachbau seien gegeben:

- yurt              - Haus
- yurtta            - im Haus
- yurtlarda         - in den Häusern
- yurtlarımda       - in meinen Häusern
- yurtlarımdabız    - Wir sind in meinen Häusern.
- Yurtlarımdabızmı? - Sind wir in meinen Häusern?

Ein extremeres Beispiel wäre der Satz Awrupalılandıralmadıqlarıbızdansızmı? (Sind sie einer von jenen, die wir nicht europäisieren konnten?)

## Phonetik

### Vokalharmonie
Wie in anderen Turksprachen auch wird in der tatarischen Phonetik die Vokalharmonie angewendet. In Suffixen muss der erste Vokal an den letzten Vokal im Wortstamm angeglichen werden.

#### Hell-Dunkel-Harmonie
Es gibt dunkle Vokale a, ı, í, o und u (auch hintere Vokale genannt, weil sie weit hinten in der Mundhöhle gebildet werden) und helle Vokale ä, e, i, ö und ü (auch vordere Vokale genannt, weil sie in der vorderen Mundhöhle gebildet werden). Folgende Tabelle soll einen Überblick über die Verschiebung von hinteren zu vorderen Vokalen geben:
| hintere Vokale | IPA           | vordere Vokale | IPA                     |
| -------------- | ------------- | -------------- | ----------------------- |
| a              | [ʌ~ɑ] [ɒ] 1   | ä              | [æ]                     |
| ı              | [ɯ] [ʊ] 2     | e              | [ɘ~e] 3 / [œ] 2 / [ɛ] 4 |
| í              | [ɯɪ] / [ʊɪ] 2 | i              | [i] / [y] 2             |
| o              | [ɵ] / 3       | ö              | [œ~ʏ]                   |
| u              | [ʊ~ɤ]         | ü              | [u~ʉ] 5                 |

1 [ɒ] kommt nur vor in der ersten Silbe und – wenn ein weiteres A folgt – in den weiteren Silben, jedoch nicht bei Suffixen! Beispiel: babalar (Kinder) [bɒbɒlʌr] - der Pluralsuffix -lar ist nicht betroffen.
2 kann auftreten, wenn die vorhergehende Silbe ein O oder U, bzw. Ö oder Ü enthält
3 ist die Aussprache, die am ehesten den Laut umschreibt, da der Phonem sich pro Sprecher leicht ändern kann
4 [ɛ] kommt nur in Lehnworten vor, wird jedoch von manchen Tataren als Standard gesprochen, wenn diese stark russisch beeinflusst sind 

5 Es ist anzumerken, dass die Standardaussprache des ü im Tatarischen keinesfalls [y] ist, sondern wie im Mongolischen auch ein [u~ʉ] darstellt, was jedoch pro Sprecher und Sprecherbeeinflussung abweichen kann

#### U-Harmonie
Die U-Harmonie ist eine weitere Regel der Vokalharmonie, die vorschreibt, dass I-Laute in Silben an vorangehende U-Laute (o und u) angeglichen werden müssen, d. h. I wird zu U. Ebenso gilt dies bei ü und ö, d. h. E/İ wird zu Ü. Anders als in der türkischen Rechtschreibung wird dies im Tatarischen orthographisch nicht sichtbar, sondern wird lediglich bei der Aussprache beachtet. Das soll folgende Tabelle darstellen:
| hintere Vokale | Beispiel           | IPA      | vordere Vokale | Beispiel        | IPA        |
| -------------- | ------------------ | -------- | -------------- | --------------- | ---------- |
| o, u           | bulsın (so sei es) | [bʊɫsɤn] | ö, ü           | törkem (Gruppe) | [tʰœrkʰœm] |

### Konsonantenharmonie

#### Hell-Dunkel-Harmonie
In der tatarischen Sprache und Orthographie betrifft die Hell-Dunkel-Harmonie auch die Konsonanten (im Gegensatz zur türkischen Sprache), so gibt es dunkle Konsonanten: ğ und q und helle Konsonanten: g und k. Nicht orthographisch ersichtlich ist auch L betroffen, was folgende Tabelle darstellt:
| hintere Konsonanten | IPA | vordere Konsonanten | IPA  |
| ------------------- | --- | ------------------- | ---- |
| ğ                   | [ʁ] | g                   | [ɡ]  |
| l                   | [ɫ] | l                   | [l]  |
| q                   | [q] | k                   | [kʰ] |

Wichtig zu beachten ist, dass Ğğ und Qq auch vor hellen Vokalen, also ä, e, i, ö und ü, stehen können. In diesem Fall gilt immer die Regel: Konsonantenharmonie vor Vokalharmonie, d. h., die vorderen Vokale werden in einem solchen Fall wie ihre dunklen Äquivalente ausgesprochen, z. B. ğäräp [ʁɒræpʰ] (arabisch).
Umstritten ist, ob das R auch der Hell-Dunkel-Harmonie unterliegt. In einem solchen Falle wäre das dunkle R dann [r] und das helle R wäre [ɾ], da man davon ausgeht, dass sich ein R vor einem dunklen Vokal mit weniger Aufwand stärker rollen ließe.

#### Stimmhaft-Stimmlos-Harmonie
Wie in anderen Turksprachen auch gibt es im Tatarischen eine weitere Konsonantenharmonieregel, die die Angleichung von stimmhaften an stimmlose Konsonanten betrifft. Folgende Synopse stellt gegenüber:
| stimmhafte Konsonanten | IPA | stimmlose Konsonanten | IPA  | Beispiel                               |
| ---------------------- | --- | --------------------- | ---- | -------------------------------------- |
| b                      | [b] | p                     | [pʰ] | kitapta (von Lokativ "-da" beim Buch)  |
| c                      | [ʑ] | ç                     | [ɕ]  | öçtä (zur Drei)                        |
| d                      | [d] | t                     | [t]  | atta (beim Pferd)                      |
| g                      | [ɡ] | k                     | [kʰ] | yöräkkä (von Dativ "-gä"; zum Herzen)  |
| ğ                      | [ʁ] | q                     | [q]  | yançıqqa (zur Tasche)                  |
| j                      | [ʒ] | ş                     | [ʃ]  | qoştan (von Ablativ "-dan"; vom Vogel) |
| z                      | [z] | s                     | [s]  | çasqa (in den Nebel)                   |

#### Nasalharmonie
Die tatarische Phonetik weist zudem eine Nasalharmonie auf, d. h. das im Falle des pluralen Suffix "-lar / -lär" und des ablativen Suffix "-dan / -dän" der erste Konsonant zu einem Nasal wird, wenn der vorherige Konsonant ein M oder N ist.
| Plural "-lar/-lär" | Beispiel           | Ablativ "-dan/-dän" | Beispiel                     |
| ------------------ | ------------------ | ------------------- | ---------------------------- |
| -nar/-när          | adämnär (Menschen) | -nan/-nän           | Tatarstannan (von Tatarstan) |

## Lautverschiebung in Dialekten
Es gibt verschiedene tatarische Dialekte: Mişär (westlich, unterteilt in Nord und Süd), Mitteltatarisch (unterteilt in Qazan und Minzälä), Nijğar und Sibirisch (um einige zu nennen). Zudem gibt es einen vom Russischen beeinflussten Slang. Die Lautverschiebung stellt folgende Synopse dar:
| Buchstabe | Mişär (Nord) | Mişär (Süd) | Qazan | Minzälä | Nijğar | Sibirisch | Slang |
| --------- | ------------ | ----------- | ----- | ------- | ------ | --------- | ----- |
| c         | [d͡z]         | [d͡ʒ]        | [ʑ]   | [ʑ]     | [d͡z]   | [j]       | [ʒ]   |
| ç         | [t͡sʰ]        | [t͡ʃʰ]       | [ɕ]   | [ɕ]     | [t͡sʰ]  | [t͡s]      | [t͡ʃʰ] |
| ğ         | [ɡ]          | [ʁ]         | [ʁ]   | [ʁ]     | [ɡ]    | [ʁ] [x]   | [ɡ]   |
| h         | [h]          | [h]         | [h]   | [h]     | [h]    | [h]       | [x]   |
| k         | [kʰ]         | [kʰ]        | [kʰ]  | [kʰ]    | [kʰ]   | [k]       | [kʰ]  |
| p         | [pʰ]         | [pʰ]        | [pʰ]  | [pʰ]    | [pʰ]   | [p]       | [pʰ]  |
| q         | [kʰ]         | [q]         | [q]   | [q]     | [kʰ]   | [q] [x]   | [kʰ]  |
| t         | [tʰ]         | [tʰ]        | [tʰ]  | [tʰ]    | [tʰ]   | [t]       | [tʰ]  |
| w         | [v]          | [v]         | [w]   | [w]     | [v]    | [w]       | [v]   |
| z         | [z]          | [z]         | [z]   | [ð]     | [z]    | [z]       | [z]   |

Der sibirische Dialekt ist besonders vom Mongolischen beeinflusst, so werden die Plosive nicht aspiriert, wie z. B. im badischen Dialekt.

## Nomen

### Numerus
Die tatarische Sprache kennt den Numerus Singular (Einzahl) und Plural (Mehrzahl). Der Plural wird mit dem Suffix -lar gebildet, der der Vokal- sowie Nasalharmonie unterliegt.
qız - qızlar > das Mädchen - die Mädchen
adäm - adämnär > Mann - Männer

### Genus
Die tatarische Sprache kennt wie jede andere Turksprache keine Unterteilung der Nomen in Geschlechter.

### Bestimmtheit
Tatarische Nomen haben keine Bestimmtheit oder Unbestimmtheit, küz bedeutet Auge, sowie das Auge oder ein Auge. Dennoch kann man Objekte näher bestimmen, indem man einen Fall anwendet (siehe bei Erklärung des Kasus).
Als unbestimmter Artikel kann ber (eins) genommen werden: ber at - ein Pferd.

### Kasus
Die Tatarische Sprache kennt den Nominativ, Akkusativ, Genitiv, Lokativ und Ablativ. In der dritten Person Singular kommt auch noch zu Teil der alte Instrumentalis vor.
| Fall           | hintere Vokale | vordere Vokale | hintere Vokale stimmlose Konsonanten |
| -------------- | -------------- | -------------- | ------------------------------------ |
| Nominativ      | keine Endung   | keine Endung   | keine Endung                         |
| Genitiv        | -nıñ           | -neñ           | -nıñ                                 |
| Dativ          | -ğa            | -gä            | -qa                                  |
| Akkusativ      | -nı            | -ne            | -nı                                  |
| Lokativ        | -da            | -dä            | -ta                                  |
| Ablativ        | -dan           | -dän           | -tan                                 |
| Instrumentalis | -(ı)n          | -en            | -ın                                  |

## Verben

### Modus

#### Konditional
Die konditionelle Zeitform wird im Tatarischen mit dem Suffix -sa/-sä gebildet, der an die Verbwurzel gehängt wird: kil- - kommen wird so zu kil-sä - wenn er kommt. Für die Grundform des Konditionals werden die kurzen Konjugationsendungen benutzt.
| Person | hinterer Vokal | vorderer Vokal |
| ------ | -------------- | -------------- |
| min    | -sam           | -säm           |
| sin    | -sañ           | -säñ           |
| ul     | -sa            | -sä            |
| bez    | -saq           | -säk           |
| sez    | -sağız         | -sägez         |
| alar   | -sa(lar)       | -sä(lär)       |

Die negative Form lautet -masa- / -mäsä-.

#### Optativ-Imperativ
Optativ und Imperativ haben in den Turksprachen allgemein die gleiche Form, so natürlich auch im Tatarischen. Hier nun die Tabelle zum Überblick und dann einige praktische Anwendungsbeispiele:
| Person | hintere Vokale | vordere Vokale |
| ------ | -------------- | -------------- |
| min    | -ıym           | -im            |
| sin    | keine Endung   | keine Endung   |
| ul     | -sın           | -sen           |
| bez    | -ıyq           | -ik            |
| sez    | -(ı)ğız        | -(e)gez        |
| alar   | -sınnar        | -sennär        |

- Min kitim! - Imperativbedeutung "Lasst mich gehen!", Optativbedeutung "Möge ich gehen!"
- Kil! - Imperativbedeutung "Komm!", Optativbedeutung "Mögest du kommen!"
- Bulsın! - Imperativbedeutung "Lasst ihn sein!", Optativbedeutung "(So) Möge es sein!"
- Kitik - Imperativbedeutung "Lasst uns gehen!", Optativbedeutung "Mögen wir gehen!"
- Sez kilegez! - Imperativbedeutung "Kommt / Kommen Sie!", Optativbedeutung "Möget ihr kommen / Mögen Sie kommen!"
- Bulsınnar! - Imperativbedeutung "Lasst sie sein!", Optativbedeutung "Mögen sie sein!"

#### Interrogativ
Der Interrogativ ist der fragende Modus. Der dementsprechende Suffix im Tatarischen ist das allgemeintürkische -mı/-me, welches an jedes beliebige Wort gehängt werden kann, sei es Nomen, Person oder Verb.
Das Interrogativsuffix wird einfach nach dem belieben Wort angehängt: İldäme? - In dem Land? oder Alasıñmı? - Nimmst du?.
Die Verneinung findet durch das Wort tügel (nicht) statt. İldä tügelme? - Nicht in den Ländern? oder mit Kommabenutzung: İldä, tügelme? - In den Ländern, nicht wahr?, Ala tügelseñme? - Nimmst du nicht?, wobei die Konjugationsendung an das tügel gesetzt wird.

### Tempus

#### Präteritum
Das Präteritum wird im Tatarischen genau wie in den meisten Turksprachen gebildet, nämlich mit dem Präteritumssuffix -dı und den kurzen Konjugationsendungen. Wichtig bei dieser Präteritumform ist, dass sie definitiv ist, d. h. der Erzähler hat die Handlung miterlebt oder ist sich dem Verlauf der Handlung absolut sicher.
| Person | auf hinteren Vokal mit -dı | auf vorderen Vokal mit -de | auf stimmlosen Konsonanten und hinteren Vokal mit -tı | auf stimmhaften Konsonanten und vorderen Vokal mit -te |
| ------ | -------------------------- | -------------------------- | ----------------------------------------------------- | ------------------------------------------------------ |
| min    | -dım                       | -dem                       | -tım                                                  | -tem                                                   |
| sin    | -dıñ                       | -deñ                       | -tıñ                                                  | -teñ                                                   |
| ul     | -dı                        | -de                        | -tı                                                   | -te                                                    |
| bez    | -dıq                       | -dek                       | -tıq                                                  | -tek                                                   |
| sez    | -dığız                     | -degez                     | -tığız                                                | -tegez                                                 |
| alar   | -dı(lar)                   | -de(lär)                   | -tı(lar)                                              | -te(lär)                                               |

Die Verneinung findet generell mit -ma / -mä vor dem Zeitmarkierer statt: kilmätim -  ich gehe nicht, almadı - er nimmt nicht usw.

#### Perfekt
Das Perfekt ist wiederum die gegenteilige Version des Präteritum, wenn man die Definitivität des Geschehens betrachtet. Das Perfekt wird verwendet, wenn man von einem Geschehen erzählt, von dem man gehört hat oder von dem man nur wage abschätzen kann, ob es wirklich passiert ist. Typisch für die kiptschakischen Sprachen wird das Perfekt im Tatarischen mit der Endung -ğan/-gän (vergl. mit -mış im Türkischen) und den langen Konjugationsendungen gebildet.
| Person | hinterer Vokal mit -ğan | vorderer Vokal mit -gän | stimmloser Konsonant und hinterer Vokal mit -qan | stimmloser Konsonant und vorderer Vokal mit -kän |
| ------ | ----------------------- | ----------------------- | ------------------------------------------------ | ------------------------------------------------ |
| min    | -ğanmın                 | -gänmen                 | -qanmın                                          | -känmen                                          |
| sin    | -ğansıñ                 | -gänseñ                 | -qansıñ                                          | -känseñ                                          |
| ul     | -ğan(dır)               | -gän(der)               | -qan(dır)                                        | -kän(der)                                        |
| bez    | -ğanbız                 | -gänbez                 | -qanbız                                          | -känbez                                          |
| sez    | -ğansız                 | -gänsez                 | -qansız                                          | -känsez                                          |
| alar   | -ğan(lar)               | -gän(lär)               | -qan(lar)                                        | -kän(lär)                                        |

Die Verneinung erfolgt wie immer mit -ma/-mä, also: kilmägän - er ist wahrscheinlich nicht gekommen, almağan - er hat wahrscheinlich nicht genommen usw.